# 마사이 마틴
마세이 마틴(Marsai Martin, 2004년 8월 14일 ~ )은 미국의 배우, 프로듀서이다.

## 출연 작품

### 영화
- 니나 (2016)
- 펀 맘 디너 (2017)
- 리틀 (2019)
- 퍼피 구조대 더 무비 (2021) - 리버티 역

### 텔레비전
- 블랙키쉬 (2014-)